# Eisenach
Pour l’article homonyme, voir Eisenach (Eifel).
Eisenach est une ville allemande, située dans l'ouest du land de Thuringe et au centre du pays, dans la vallée de l'Hörsel. La ville est dominée par le château de la Wartbourg qui fut le théâtre de célèbres joutes de troubadours au XIIIe siècle et qui inspirèrent à Richard Wagner le thème de son opéra Tannhäuser. De plus, la ville est connue comme étant le lieu où Martin Luther a traduit la Bible en allemand, au XVIe siècle.
Elle est également connue pour être la ville natale de Jean-Sébastien Bach en 1685, où il vécut jusqu'au décès de sa mère, en 1695.

## Géographie
Eisenach est construite sur la rive gauche de l'Hörsel, affluent de la Werra dans laquelle elle se jette quelques kilomètres en aval dans le village de Hörschel. Les villages de Neuenhof et Wartha sont d'ailleurs situés dans la vallée de la Werra. L'altitude la plus basse du territoire communal, au confluent des deux rivières est de 196 m. La villa est adossée à la forêt de Thuringe au sud où l'altitude dépasse très vite les 400 m. Les forêts occupent plus de 36 % du territoire communal et les terres agricoles 44 %.
L'altitude maximale de la commune (460 m) se trouve à Kleinen Drachenstein près du Rennsteig, sentier de grande randonnée. Entre le Hohen Sonne et Eisenach se trouvent les gorges de Draschen et de Landgraf. Au sud de la ville, on éleva en 1902 le Burschenschaftsdenkmal (Monument des Confréries d'Étudiants) qui commémore les étudiants morts pendant la Guerre franco-allemande de 1870 et l'unification qui suivit sous l'égide de la Prusse. Le château de la Wartbourg est également situé au sud d'Eisenach.
À l'est, on rencontre l'Hörsetal et l'Hörseberge où suivant la légende se trouverait le pays natal de Dame Holle. Au nord du Hörselberg, le Nesse se jette dans l'Hörsel à Petersberg Eisenacher, dans le quartier de Stockhausen.
Au nord de la ville, sur la rive droite de l'Hörsel, de hauts plateaux s'étendent jusqu'au Hainich. Les quartiers de Hötzelroda, Neukirchen, Berteroda et Stregda sont situés dans cette partie de la commune.
À l'ouest, après le quartier de Stredtfeld, la vallée de l'Hörsel se rétrécit avant que la rivière ne se jette dans la Werra.

## Histoire

### Les Temps reculés
Les premières traces de peuplement remontent à 5 000 ans av. J.-C. avec des restes de poterie de la culture rubanée. Au IIe millénaire av. J.-C., les Celtes s'installent sur le site d'Eisenach, suivis par les Hermundures au Ier millénaire.
Jusqu'en 531, Eisenach appartient au royaume germanique de Thuringe. Après cette date, Eisenach passe sous la domination des Francs qui fondent au bord de l'Hörsel un établissement près de l'actuel quartier de Petersberg.

### Le Moyen Âge, un âge d'or
En 1067 débute la construction du château de Wartbourg sur l'ordre de Ludwig der Springer, période durant laquelle la dynastie des Ludowinger essaie d'affirmer son pouvoir territorial sur la Thuringe. Le château est mentionné pour la première fois en 1080 par le chroniqueur saxon Bruno de Mersebourg.
Eisenach a été mentionnée pour la première fois en 1150 car le chevalier Berthold de Isenacha y est enterré. En 1180, Eisenach est mentionné comme ville et elle possède trois marchés établis sur trois sites différents. La situation de la ville, au croisement de plusieurs routes médiévales, assure un développement rapide du commerce et de l'artisanat. Pendant la deuxième moitié du XIIe siècle un premier rempart est construit, la tour Saint-Nicolas en est un vestige subsistant. Eisenach acquiert progressivement de nouveaux droits : administration, marché, perception de taxes, armoiries. Le parcellaire de cette époque (rues à angle droit) révèle une construction organisée et systématique.
À la fin du XIIe siècle, la Wartbourg devient la résidence principale des landgraves de Thuringe en raison de sa position centrale dans le domaine comtal, notamment pour la liaison avec la Hesse. Sainte Élisabeth, épouse de Louis IV de Thuringe, y réside de 1211 à 1228. Le château devient le lieu de célèbres joutes poétiques ou oratoires et concours de ménestrels, les Bängerkrieg. Du règne de Hermann Ier de Thuringe, père de Louis, jusqu'au règne de Frédéric Ier le Mordu, comte palatin de Saxe, la ville est l'un des centres intellectuels de l'Allemagne ; on y célèbre de nombreux mystères.
La mort d'Henri IV le 16 février 1247 entraîne l'extinction de la dynastie des Ludowinger et une guerre de succession opposant Henri III, margrave de Misnie et Sophie, fille de Louis IV de Thuringe et épouse de Henri II de Brabant, agissant au nom de son fils Henri Ier de Hesse. La fin de cette guerre en 1264 entraîne le partage des anciens domaines des landgraves de Thuringe. La partie occidentale passe dans l'orbite du landgraviat de Hesse et la partie orientale dans les domaines de la maison de Wettin.
Eisenach est élevée en 1283 au rang de Oberhof, cour supérieure, et son droit est transmis aux autres villes de Thuringe.

### La Renaissance
La perte du statut de résidence comtale à la mort du landgrave Balthasar entraîne rapidement une décadence économique. La ville passe en 1445 sous la domination de Wilhelm III qui crée en 1450 un atelier de frappe monétaire à Eisenach.
En 1485, lors du traité de Leipzig, la ville passe dans les domaines de la branche ernestine de la Maison de Wettin. Le duché de Saxe devient alors le duché de Saxe-Eisenach.
Martin Luther y est élève de latin en 1498 et, le 2 mai 1521, sur le chemin de Worms où il va assister à la Diète, il prêche dans l'église Saint-Georges. Après sa mise au ban de l'Empire, il trouve refuge à la Wartbourg et il y reste jusqu'au 1er mars 1522, période pendant laquelle il traduit le Nouveau Testament du grec en allemand, texte qui sera publié en septembre 1522.
En 1525 arrive de Bâle le prédicateur Jacob Strauss qui entre en conflit théologique avec Luther et Philippe Mélanchthon sur les taux d'intérêt. Ces querelles provoquent des émeutes durant lesquelles plusieurs églises et couvents sont dévastés et incendiés.
Pendant la Guerre des Paysans (Werrahaufen), le 7 mai 1525, la ville entre en négociations avec les chefs des révoltés qui l'assiègent. Ces derniers sont attirés en ville, arrêtés et exécutés aussitôt.
Eisenach devient réellement protestante en 1528. On y trouve une forte proportion d'anabaptistes comme Fritz Erbe.
Cette stabilisation religieuse entraîne une reprise économique. Dès 1550, l'architecte Hanns Leonhardt construit de nombreuses maisons bourgeoises en style Renaissance. Le duc Jean-Ernest de Saxe-Eisenach s'installe en 1596 dans le nouveau château de Marksuhl situé à quelques kilomètres au sud d'Eisenach.

### Les Temps modernes
Le XVIIe siècle est une période de déclin économique. La ville souffre de plusieurs incendies, en 1617 puis aussi durant la Guerre de Trente Ans, en 1636. 1626 voit l'apparition d'une épidémie de peste.

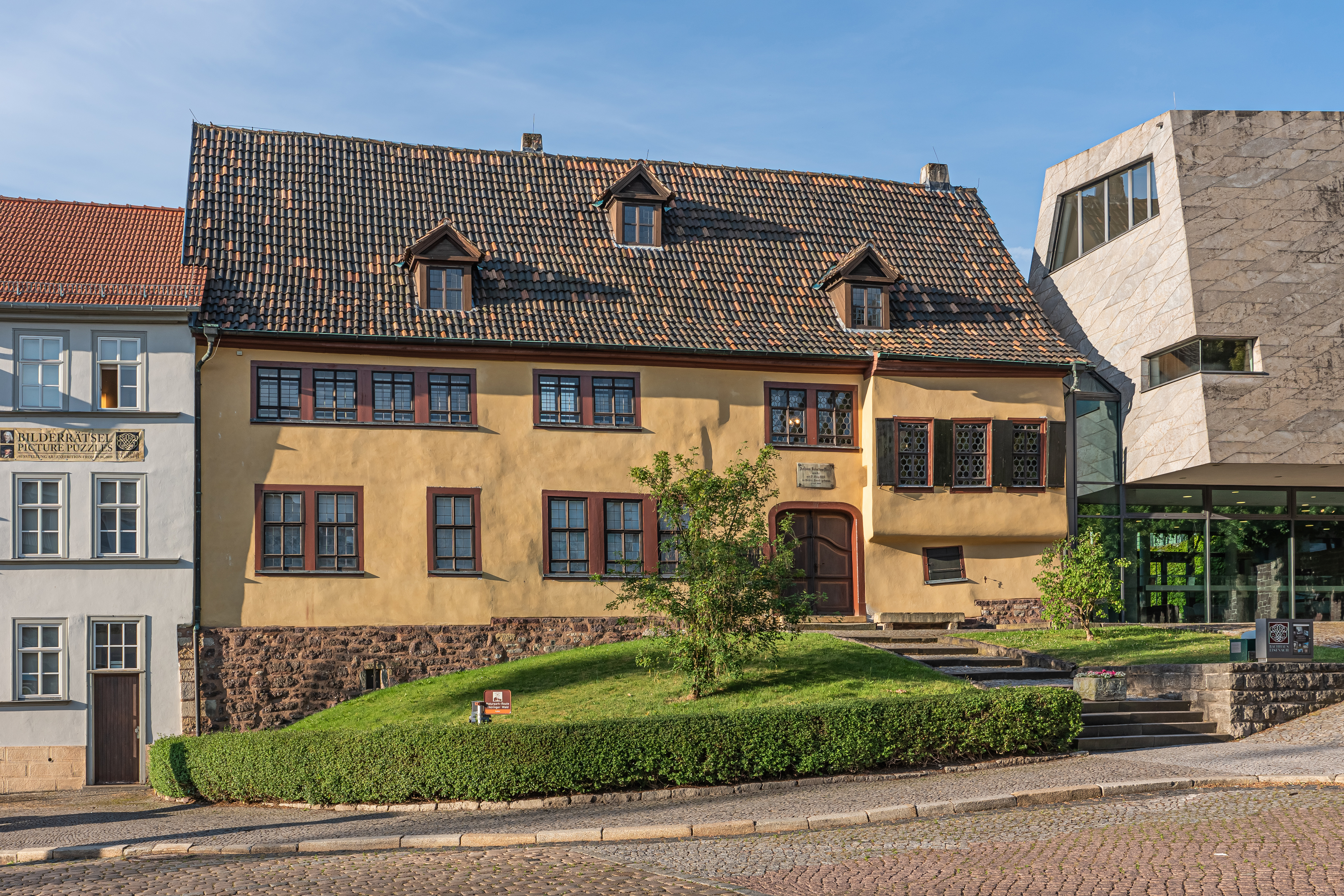
Maison natale de Jean-Sébastien Bach.

Le 21 mars 1685, le célèbre compositeur Jean-Sébastien Bach naît à Eisenach. Son père Johann Ambrosius s'y est installé quelques années auparavant. Cette période connaît un développement important de la musique. Johann Pachelbel est organiste à Eisenach en 1677-1678, de même que Johann Christoph Bach, le frère aîné de Jean-Sébastien. En 1708, Georg Philipp Telemann est invité par le duc Jean-Georges Ier à sa cour pour y diriger l'orchestre ducal.
Résidence des ducs de Saxe-Eisenach jusqu'en 1757, la ville, devenue cour princière, connaît une activité culturelle très importante. de 1742 à 1747 est entreprise la construction du château de ville pour loger la Cour. En 1741, la mort du duc Guillaume-Henri, entraîne l'union personnelle des duchés de Saxe-Eisenach et Saxe-Weimar sous l'égide d'Ernest-Auguste Ier de Saxe-Weimar-Eisenach. Sans délaisser Eisenach, les grands-ducs résideront dorénavant plus volontiers à Weimar ; le rayonnement intellectuel des deux villes sera grand tout au long du XVIIIe et du XIXe siècle.
En 1777, Johann Wolfgang von Goethe effectue son premier séjour à la Wartbourg sur l'invitation de Charles-Auguste de Saxe-Weimar-Eisenach.
Séjourneront de même à Eisenach Wieland, Schreiber (de), Schiller, Herder, La Motte-Fouqué, Kotzebue, Rochlitz, Madame de Staël ou Benjamin Constant, que ce soit à la cour du duc Auguste de Saxe-Gotha-Altenbourg ou bien à celle du grand-duc Charles-Auguste, de son fils Charles Frédéric et de son épouse Marie Pavlovna.
Pendant les Guerres napoléoniennes, en 1807, l'Empereur séjourne quelque temps à Eisenach. Le 1er septembre 1810, l'explosion accidentelle d'un transport de munitions cause la mort de 70 habitants de la cité ainsi que de lourds dégâts. Lors de la retraite française en 1813, une épidémie de typhus éclate, causant de nombreux décès. En 1814, le tsar Alexandre Ier de Russie séjourne lui aussi à Eisenach. Le duché est alors agrandi et transformé en Grand-duché.

### LeXIXesiècle, l'industrialisation
En 1847, Eisenach est raccordée au nouveau réseau des chemins de fer qui la met en relation directe avec Gotha, Erfurt, Weimar, Halle (Saale) et Leipzig. Cette ligne est prolongée en 1849 jusqu'à Bebra et permet alors de rejoindre Cassel et Francfort-sur-le-Main. La Werrabahn est ouverte en 1858 qui se dirige vers Meiningen, Cobourg et la Bavière au sud. Enfin, une dernière ligne sera mise en service en 1907 (fermée en 1969) pour aller vers Eschwege au nord.
1859 voit la fondation de la Deutsche Nationalverein, dont le but est la création d'un État allemand sous la conduite de la Prusse. Puis, en 1869, à l'hôtel du Lion d'Or, August Bebel et Wilhelm Liebknecht fondent le Parti social-démocrate des travailleurs (Socialdemokratische Arbeitpartei) d'où sortira en 1875 le Parti social-démocrate d'Allemagne, actuel SPD.
À la suite de la Guerre franco-allemande de 1870 et de la création de l'Empire allemand, le grand-duché de Saxe-Weimar-Eisenach est l'un des vingt-cinq États confédérés de l'Empire.
Pendant cette période, de nombreuses usines sont mises en service. Le constructeur automobile VEB Automobilwerk Eisenach (AWE) y naît en 1896 et y prospérera jusqu'en 1928, date de son rachat par BMW. Nationalisé après la Seconde Guerre mondiale, il sera ensuite connu sous le nom de Wartburg.
La deuxième moitié du siècle voit la création d'une usine à gaz (1862), des tramways électriques (1897) et de nombreux autres services (banques, gare centrale, abattoir, postes et télégraphes). Au début du XXe siècle apparaissent des lieux de soins : société des Bains (hôtels, pensions, sanatoriums), et divertissements : cinéma en 1908, zoo en 1913.
Eisenach abrite aussi depuis 1822 une garnison de l'infanterie.

### LeXXesiècle

#### L'Entre-deux-guerres
Après la Première Guerre mondiale, le grand-duché est supprimé et Eisenach est intégrée au land de Thuringe. La ville, qui compte 40 000 habitants, voit se développer la construction de petits immeubles d'habitation dans ses faubourgs nord tandis que des villas luxueuses sont construites au sud sur les hauteurs de Mariental et de Predigerberg. Eisenach abrite alors une petite communauté juive active, forte de 400 personnes en 1925 ; une synagogue a d'ailleurs été édifiée en 1885, elle sera incendiée lors de la Nuit de Cristal le 9 novembre 1938.

#### La période nazie
En 1933, Hitler prend le pouvoir en Allemagne. Aux élections législatives du 5 mars 1933, le parti nazi du NSDAP obtient des résultats relativement plus faibles que sur le plan national et surtout sur le plan régional. Il obtient en effet 39,4 % des voix à Eisenach contre 47,6 % en Thuringe. À Eisenach, sans doute en raison de la tradition industrielle de la cité, le parti communiste (KPD) est plus puissant (22,8 %) alors qu'il n'obtient que 15,3 % des voix sur le plan régional. Le parti social-démocrate (SPD) obtient 18,9 % contre 20,6 % et le Parti de la Droite conservatrice (DNVP) 12,5 %, comparable à ses 12,4 % régionaux.
La ville connaît tout d'abord une forte croissance ; habitations, hôpitaux, autoroutes sont construits. En 1935, une partie de la Première Division de Panzers s'installe à Eisenach.
Dès 1940, les premiers prisonniers de guerre sont employés par BMW. Après le déclenchement de la guerre contre l'URSS, de nombreux prisonniers russes, ukrainiens et biélorusses sont utilisés comme forçats ; la plupart d'entre eux mourront.
De l'automne 1944 au printemps 1945, Eisenach subit plusieurs bombardements alliés. À la fin de la Seconde Guerre mondiale, 2 000 appartements et de nombreux monuments sont endommagés. L'usine automobile est détruite aux deux tiers.
Eisenach se trouve dans la Zone d'occupation soviétique.

#### Le temps de la RDA
Avec la création de la République démocratique allemande en 1949 et la fermeture de la frontière avec l'Allemagne de l'Ouest en 1952, la proximité de la frontière nuit beaucoup à l'économie d'Eisenach qui a perdu toutes ses relations avec ses voisins hessois. Les quartiers occidentaux de la municipalité se trouvent dans la zone des cinq kilomètres où l'entrée n'est possible qu'avec la permission des autorités.
Cette situation entraîne une stagnation, puis une baisse, de la population malgré la reconstruction de l'infrastructure économique de la ville et la réouverture de son usine automobile qui produit les voitures de marque Wartburg. La première Wartburg sort des chaînes en 1956. L'usine produit 42 700 véhicules en 1971 et 74 000 à son apogée en 1985. Des usines d'appareillage électrique, des industries alimentaires sont implantées à Eisenach.
En 1950, Eisenach perd son statut de ville indépendante (Kreisfreie Stadt) et elle devient le chef-lieu de l'arrondissement d'Eisenach-Bad Salzungen. En 1952, cet arrondissement est supprimé, la ville est alors le chef-lieu de l'arrondissement d'Eisenach, situé dans le district d'Erfurt.
La Bismarckturm de Wartenburg est détruite en 1962. Dans les années 1980, Eisenach devient, avec son riche patrimoine, une ville touristique ; elle accueille 2 000 000 de touristes annuellement[réf. nécessaire].
À partir de 1972, de nouveaux quartiers de grands ensembles sont créés. 5 000 appartements sont livrés de 1972 à 1985. Le chauffage urbain, les usines et les transports engendrent une nombreuse pollution.

#### Depuis la réunification
Après la réunification de 1989, la population continue de baisser. Cependant, le constructeur américain General Motors, via sa filiale allemande Opel, ouvre une unité de production en 1991.
Celle-ci est la première à ouvrir une usine dans l'ex-Allemagne de l'Est et permet ainsi de stabiliser la situation. Le tourisme s'accroît de nouveau.
Les arrondissements de Bad Salzungen et Eisenach fusionnent en 1994 et forment le nouvel arrondissement de Wartburg. Eisenach récupère son statut de ville indépendante en 1998.
Willy Brandt y effectue une visite le 27 janvier 1990 ainsi que Bill Clinton et Helmut Kohl le 14 mai 1998.

### Chronologie
| Appartenances historiques Landgraviat de Thuringe 1112–1482 Électorat de Saxe 1482-1547 Duché de Saxe 1547-1572 Duché de Saxe-Cobourg-Eisenach 1572–1596 Duché de Saxe-Eisenach 1596–1638 Duché de Saxe-Weimar 1638–1640 Duché de Saxe-Eisenach 1640–1644 Duché de Saxe-Weimar 1644–1662 Duché de Saxe-Eisenach 1662–1809 Grand-duché de Saxe-Weimar-Eisenach 1809–1918 République de Weimar 1918–1933 Reich allemand 1933–1945 Allemagne occupée 1945–1949 République démocratique allemande 1949–1990 Allemagne 1990–présent |

## Organisation administrative

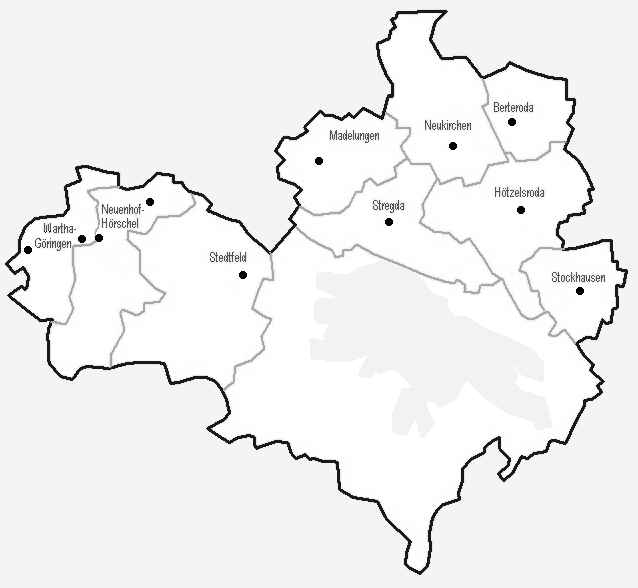
Les différents quartiers d'Eisenach

La commune d'Eisenach est composée de la ville d'Eisenach elle-même et de onze villages qui appartenaient à d'anciennes communes incorporées au territoire d'Eisenach en 1994. Les villages de Madelungen, Neukirchen et Stregda formaient alors la commune de Lerchenberg bei Eisenach. Dès 1922, les communes de Fischbach, Eichrodt, Trenkelhof, Mittelshof, Dürrerhof, Ramsborn avaient été incorporées à Eisenach.
Quartiers d'Eisenach (population en 2008) :
- Eisenach (Kernstadt), (36 797) ;
- Berteroda (123) ;
- Göringen (180) ;
- Hörschel (245) ;
- Hötzelroda (1 246) ;
- Madelungen (343) ;
- Neuenhof (496) ;
- Neukirchen (599) ;
- Stredtfel (815) ;
- Srockhausen (723) ;
- Stregda (1 391) ;
- Wartha (83).

Communes limitrophes (en commençant par le nord et dans le sens des aiguilles d'une montre) : Krauthausen, Mihla, Lauterbach, Bischofroda, Berka vor dem Hainich, Hörselberg-Hainich, Wutha-Farnroda, Wolfsburg-Unkeroda, Marksuhl, Gerstungen, toutes situées dans l'arrondissement thuringeois de Wartburg et, à l'ouest, Herleshausen située dans l'arrondissement de Werra-Meissner en Hesse.

## Politique
Les élections municipales du 25 mai 2014 ont vu la victoire de la CDU. Malgré cela, le maire élu est Katja Wolf de Die Linke.
Le conseil municipal compte 36 sièges de conseillers répartis comme suit :
| Parti               | Nombre de conseillers |
| ------------------- | --------------------- |
| CDU                 | 11                    |
| Die Linke           | 10                    |
| SPD                 | 4                     |
| Grüne               | 3                     |
| NPD                 | 3                     |
| Bürger für Eisenach | 2                     |
| Eisenacher Aufbruch | 1                     |
| FDP                 | 1                     |
| Piratenpartei       | 1                     |

## Démographie
Dès le Moyen Âge, Eisenach est l'une des villes les plus importantes de Thuringe et, au début de l'industrialisation en 1850, la ville compte 10 000 habitants. La seconde moitié du siècle est marquée par un très forte croissance démographique due aux nombreuses usines (constructions mécaniques, matériel de transport) qui s'implantent à Eisenach. La population double de 1850 à 1890 et double de nouveau de 1890 à 1910 pour atteindre 40 000 à la veille de la Première Guerre mondiale.
Pendant l'Entre-deux-guerres, le développement de l'industrie automobile voit l'arrivée de 10 000 nouveaux habitants. À la fin de la Seconde Guerre mondiale, les réfugiés venus des plus grandes villes bombardées permettent à Eisenach d'atteindre son maximum de population, 52 000 habitants. La ville, trop proche de la frontière avec l'Allemagne de l'Ouest, ne croît plus. Elle perd même 4 000 habitants entre 1945 et 1989. Si on prend en compte les communes qui ont été absorbées par Eisenach au cours du XXe siècle, la baisse est encore plus forte : 10 000 habitants depuis 1939.
La réunification accélère encore cette baisse, freinée cependant par l'amélioration des conditions économiques. La situation actuelle est comparable à celle des autres villes allemandes.

## Économie
Bien que de taille moyenne, la ville possède quelques-unes des fonctions des grandes villes. Elle possède près de 4 000 entreprises de toutes tailles, la plus importante étant Opel. Ces entreprises sont installées sur 180 ha de zones industrielles et commerciales.
On trouve 256 restaurants et 2 275 lits d'hôtel. Le centre de congrès peut accueillir 3 000 personnes.

## Sports
Eisenach héberge le ThSV Eisenach, club de handball qui évolue en 2. Bundesliga.
Le ThSV Eisenach remporta le championnat d'Allemagne en 1949

## Culture

### Monuments
- Le château de la Wartbourg, situé au sud de la ville, inscrit sur la liste du patrimoine mondial de l'UNESCO depuis 1999. Sainte Élisabeth y vécut de 1211 à 1228. Martin Luther y traduisit le Nouveau Testament en allemand. Commencé en 1067, c'est l'un des hauts lieux de l'histoire et de la culture allemandes.
- L'église Saint-Georges contient les pierres tombales de plusieurs landgraves de Thuringe. Martin Luther vint y prêcher le 2 mai 1521, alors qu'il avait été mis au ban de l'Empire, et Jean-Sébastien Bach y fut baptisé le 26 mars 1685. Construite aux alentours de 1182, elle fut l'église de Sainte Élisabeth de Hongrie.
- L'église des Prédicateurs (Predigerkirche), construite en 1240 et dédiée à Sainte Élisabeth.
- La chartreuse d'Eisenach fondée en 1378 est sécularisée en 1525.
- Les villas wilhelminiennes (Gründerziet) construites entre 1862 et 1914 en style historiciste et art nouveau.
- L'ancienne malterie (Alte Mälterei) datant de 1873 et devenue musée de l'industrie. L'endroit héberge les archives internationales du jazz Lippmann-Rau.
- Le Mémorial du Lion d'Or, où eut lieu le 7 août 1869 le congrès fondateur du Parti social-démocrate d'Allemagne. On peut y voir une exposition consacrée à August Bebel.
- Le Théâtre d'État d'Eisenach (Thuringer Landestheater) construit en 1879.
- Le château de Berteroda (Schloss Berteroda) et le château de Fischbach (Fischbacher Schlosschen), construits au XVIIe siècle.
- La synagogue, détruite lors de la nuit de Cristal en 1938.

### Musées
- Musée de l'automobile (Automobile Welt Eisenach), installé dans d'anciens ateliers, il retrace plus d'un siècle de tradition automobile dans la ville.
- Maison de naissance de Jean-Sébastien Bach (Bachhaus), transformée en musée.
- Maison de Luther (Lutherhaus), l'une des plus vieilles maisons à colombages de la ville et âgée de plus de cinq siècles, Luther y fut accueilli chez les Cotta entre 1498 et 1501.
- Musée Reuter-Wagner (Reuter-Wagner Museum), villa de style néorenaissance construite en 1868 par Ludwig Bohnstedt pour l'écrivain mécklembourgeois Fritz Reuter et sa femme, il fut acquis par la ville à la mort de son propriétaire. Il abrite un musée consacré à l'écrivain ainsi qu'une importante collection wagnérienne (la seconde après Bayreuth).
- Le Château de Ville (Eisenacher Stadtschloss), construit en style baroque au XVIIIe siècle par Gottfried Heinrich Krohne sur l'ordre du duc Ernest-Auguste Ier de Saxe-Weimar-Eisenach. Il est aujourd'hui le musée de Thuringe et abrite des collections historiques, décoratives (porcelaines notamment) et ethnographiques.

## Personnages célèbres
- Martin Luther (1483-1546), théologien, père du protestantisme, a vécu au château de Wartbourg en 1521-1522.
- Nicolaus von Amsdorf (1483-1565), théologien et réformateur protestant, mort à Eisenach.
- Johann Christoph Bach (1642-1703), organiste et compositeur, mort à Eisenach.
- Johann Ambrosius Bach (1645-1695), compositeur et musicien, père de Jean-Sébastien Bach, mort à Eisenach.
- Johann Christoph Bach II (1645-1693), compositeur et musicien, frère jumeau de Johann Ambrosius Bach et oncle de Jean-Sébastien Bach, mort à Eisenach.
- Johann Bernhard Bach (1676-1749), compositeur, cousin de Jean-Sébastien Bach, mort à Eisenach.
- Jean-Sébastien Bach (1685-1750), musicien et compositeur, né à Eisenach.
- Johann Melchior Molter (1696-1765), compositeur, né près d'Eisenach.
- Johann Ernst Bach (1722-1777), musicien et compositeur, né à Eisenach.
- Johann Wilhelm Hertel (1727-1789), compositeur, né à Eisenach.
- Marie Pavlovna de Russie (1786-1859), grande duchesse de Saxe-Weimar-Eisenach, a résidé dans le château de Wilhelmsthal, au sud-ouest d'Eisenach.
- Karl Friedrich von Steinmetz (1796-1877), général et feld-maréchal de l'armée allemande, né à Eisenach.
- Ernst Abbe (1840-1905), physicien et industriel, né à Eisenach.
- Walter Flex (1887-1917), écrivain et poète, né à Eisenach.
- Walter Reppe (1892-1969), chimiste, né dans le village de Göringen.
- Hans von Boineburg-Lengsfeld (1889-1980), baron, général allemand de la Seconde Guerre mondiale, né à Eisenach.
- Karl-Wilhelm von Schlieben (1894-1964) General der Infanterie allemand né à Eisenach.
- Claus Clausen (1899-1989), acteur de théâtre et de cinéma, né à Eisenach.
- Dietrich von Bothmer (1918-2009), conservateur et historien de l'art, né à Eisenach.
- Ernst Badstübner (1931- ), conservateur du château de Wartbourg de 1988 à 1994.
- Sabine Bergmann-Pohl, (1946- ), femme politique (CDU), dernière chef d'état de RDA en 1990, née à Eisenach.
- Marion Thees (1984- ), skeletoneuse, née à Eisenach.
- Alexander Rödiger (1985- ), bobeur, né à Eisenach.

## Jumelages
Eisenach est jumelée avec les villes suivantes :
- Marbourg (Allemagne) depuis 1988
- Sedan (France) depuis 1991
- Waverly (États-Unis) depuis 1992
- Mahiliow (Biélorussie) depuis 1996
- Skanderborg (Danemark) depuis 2003
- Sárospatak (Hongrie) depuis 2008

## Galerie

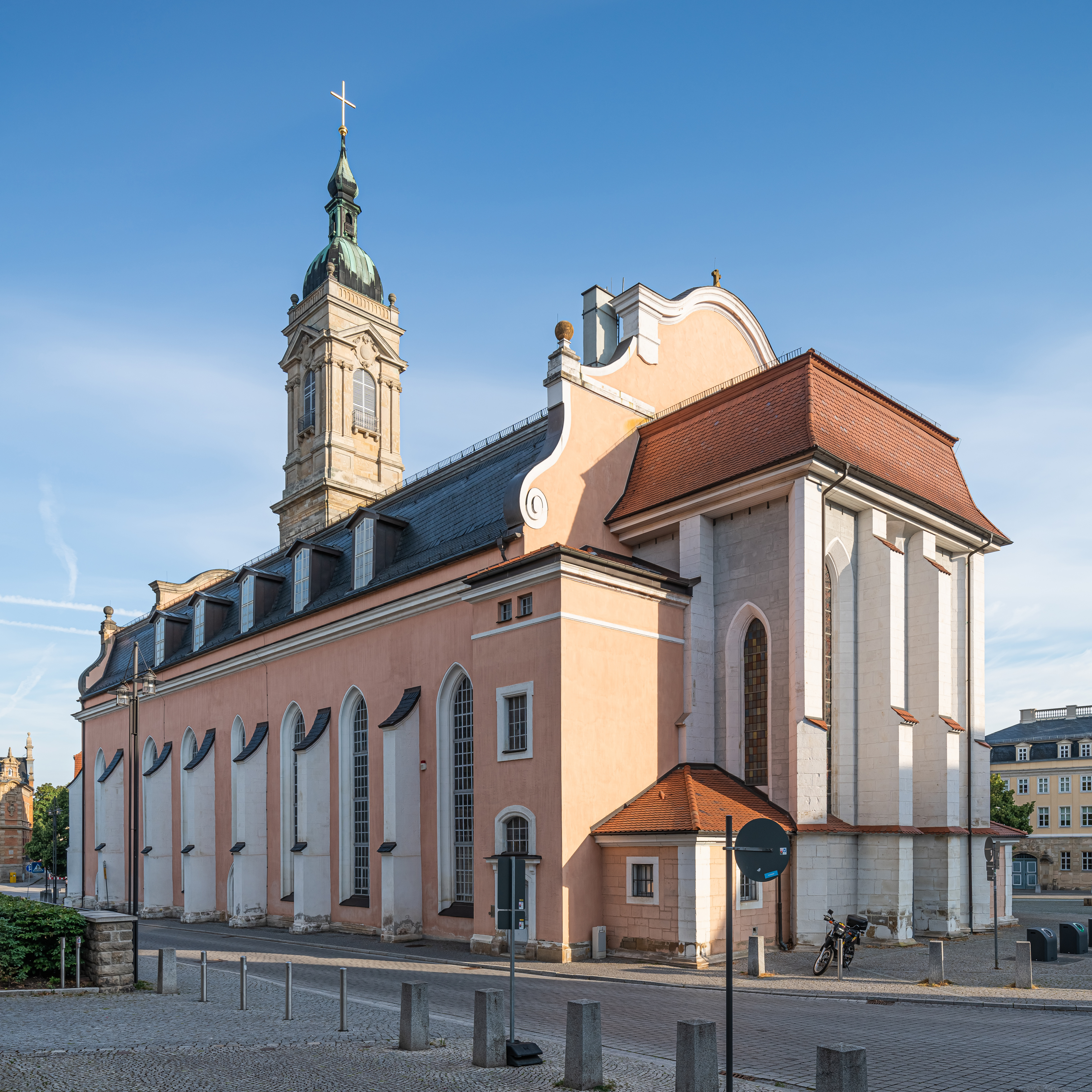
L'église St Georges
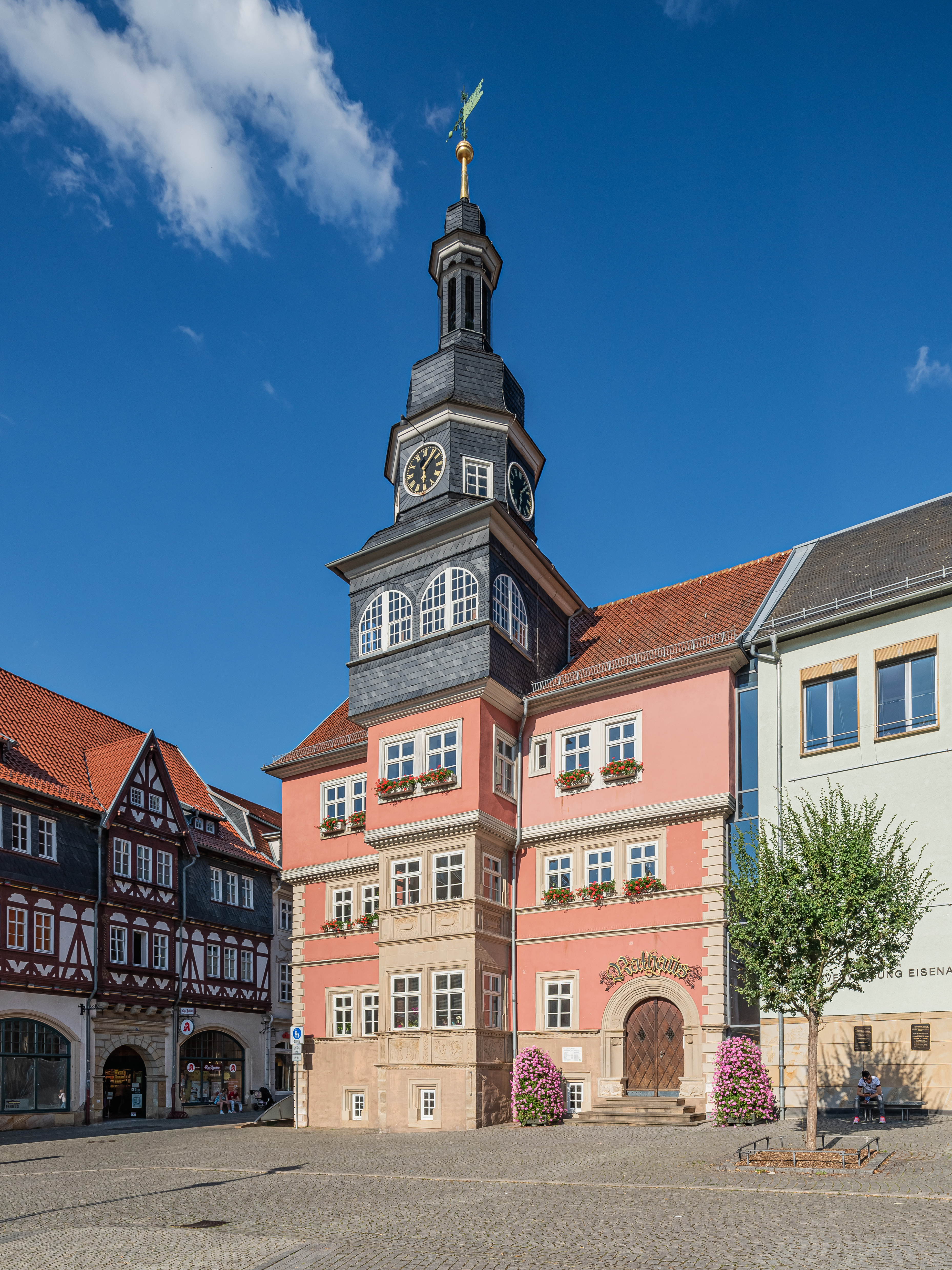
L'hôtel de ville
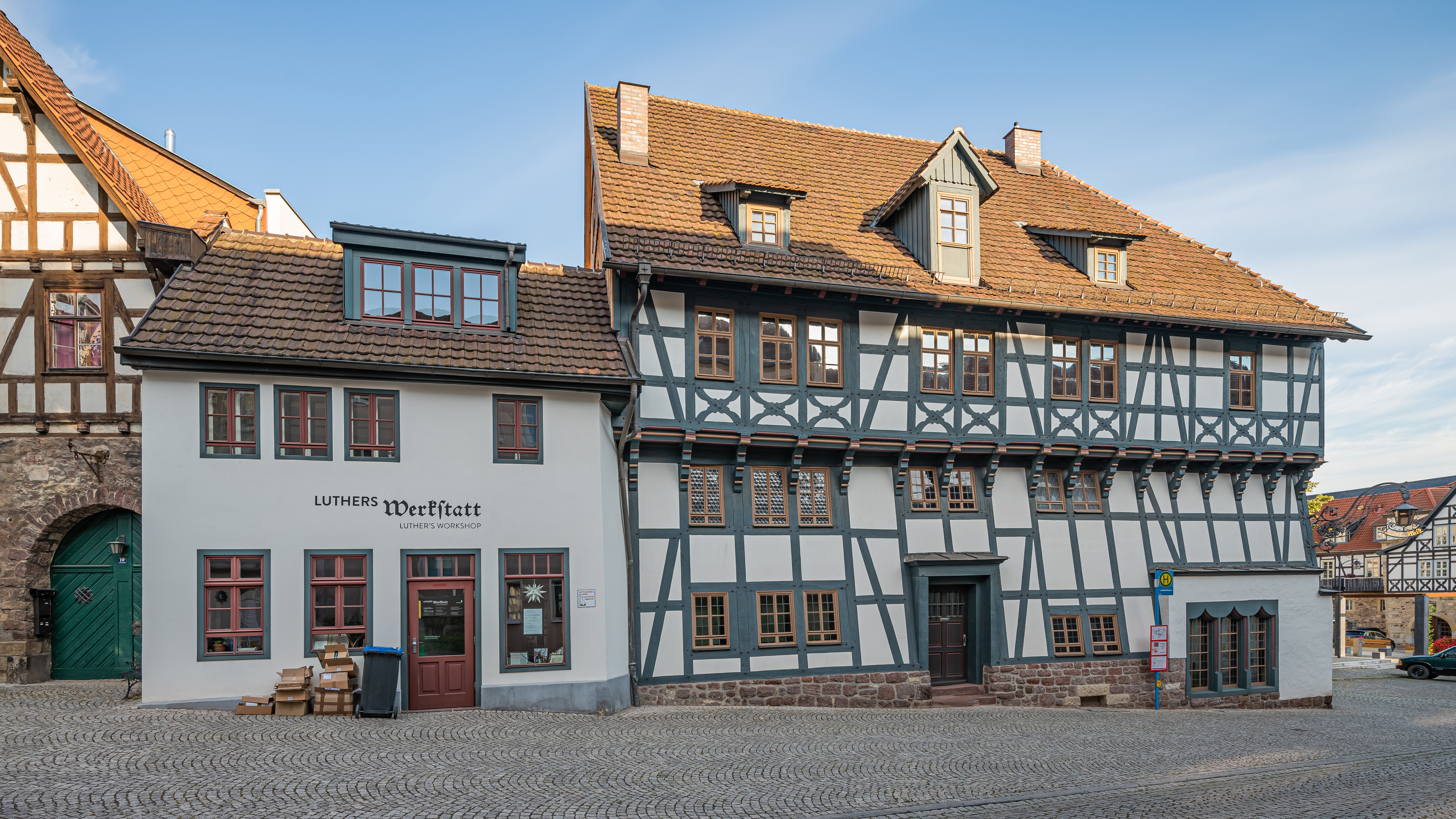
La maison de Luther
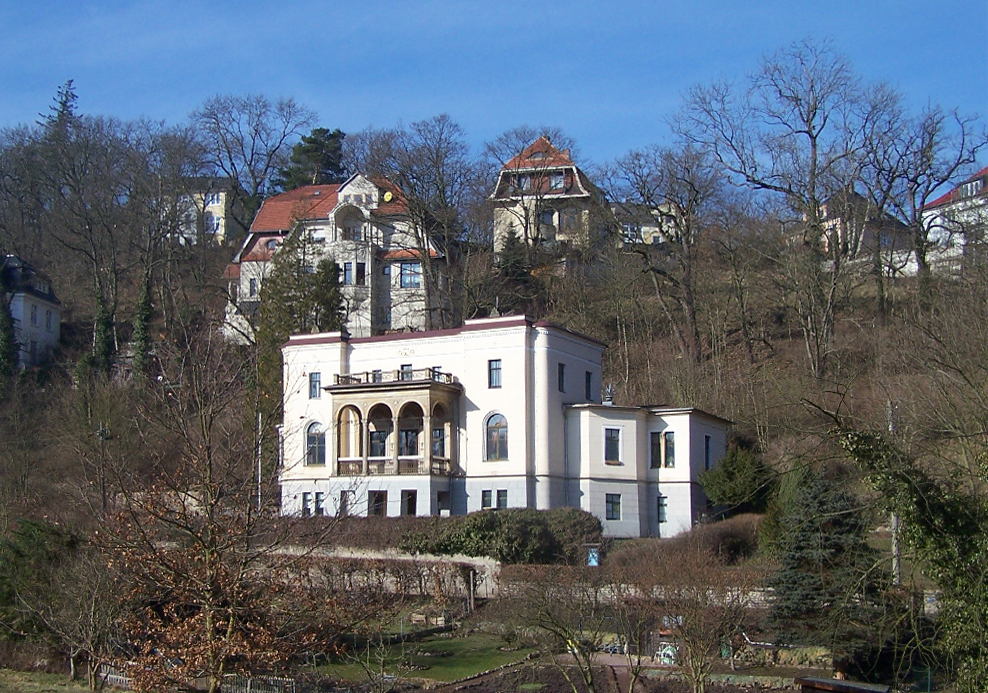
Le Musée Reuter-Wagner
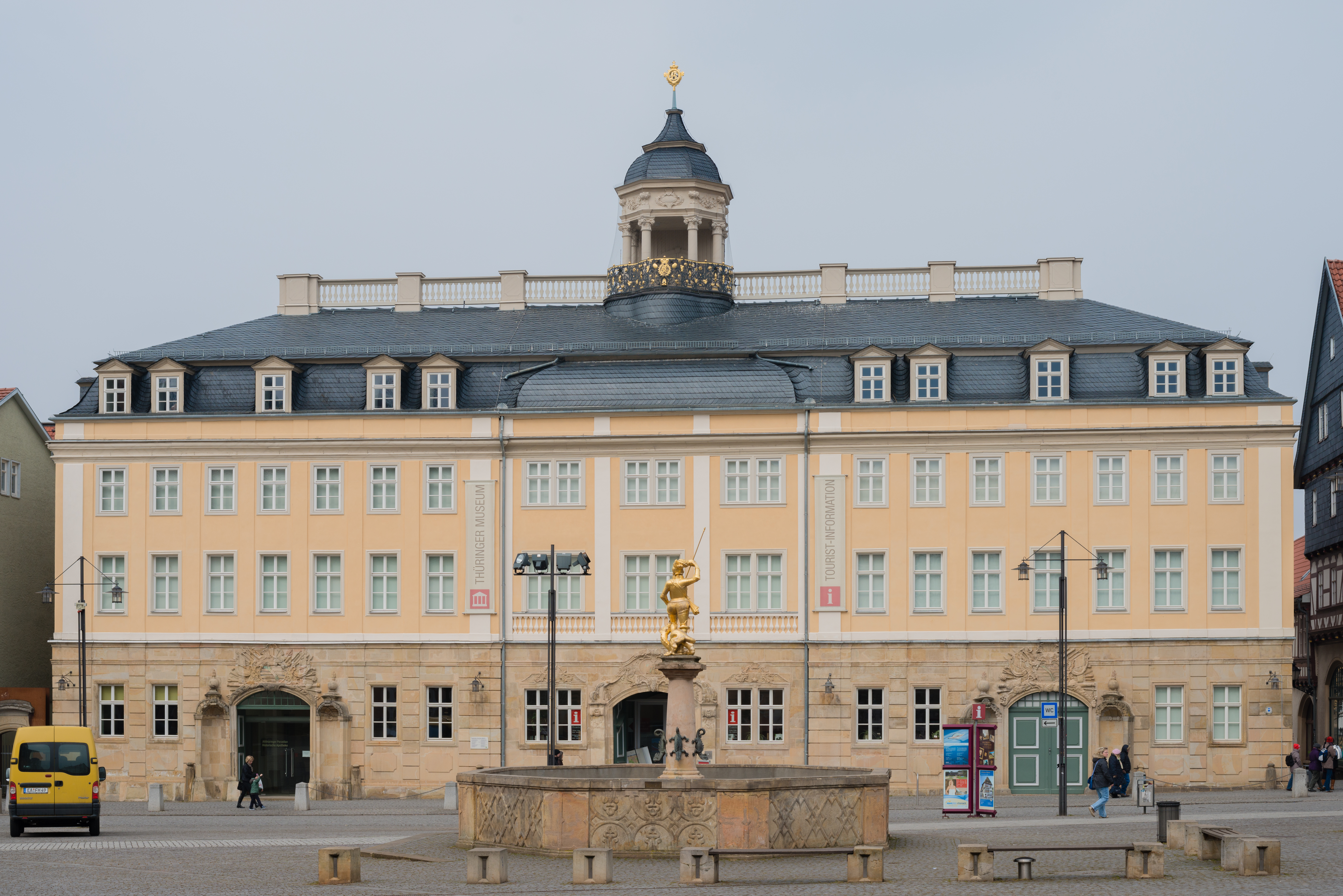
Le château de ville
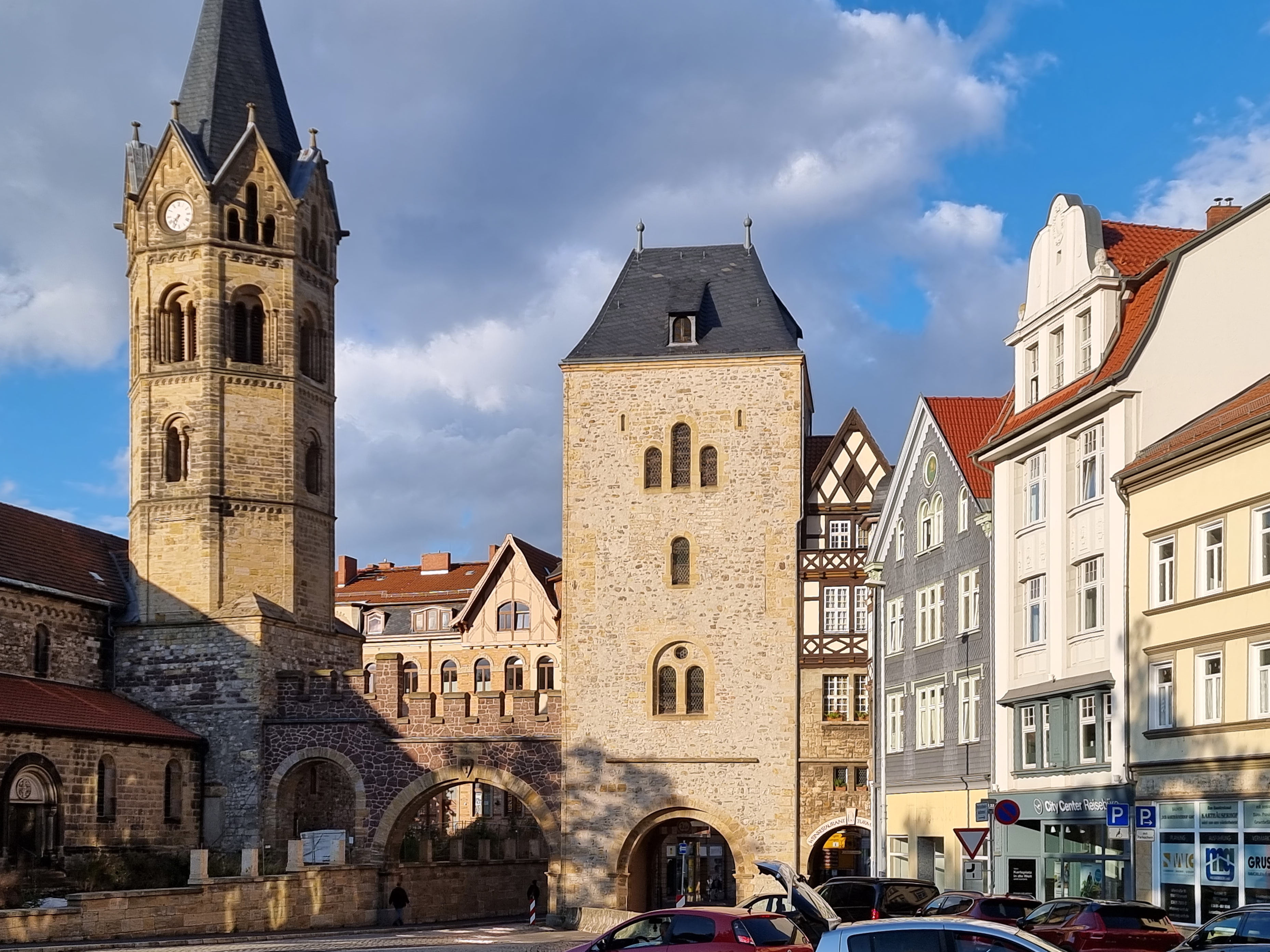
Tour et Clocher St Nicolas
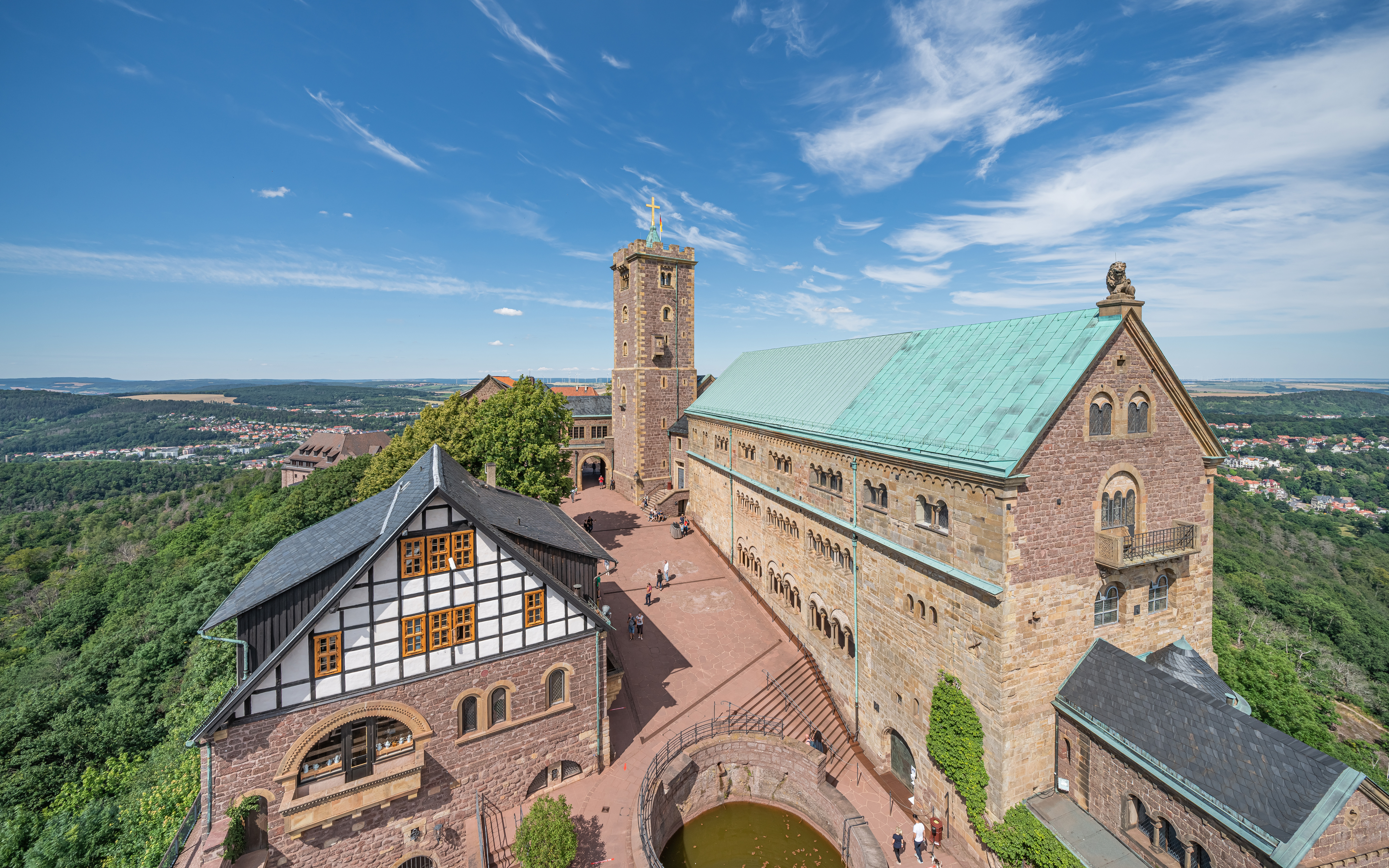
Dans le château de Wartbourg